# Thetford (Norfolk)
Thetford is een civil parish in het bestuurlijke gebied Breckland, in het Engelse graafschap Norfolk met 24.340 inwoners.

## Wetenswaardigheden
Thetford is bij de Engelsen ook bekend door de komische BBC televisieserie Dad's Army, waarvan vrijwel alle buitenopnames in en nabij Thetford zijn gemaakt. Landelijke stadsbeelden, zoals het gemeentehuis en het spoorwegstation van Thetford, fungeerden daarbij als van het fictieve plaatsje Walmington-On-Sea. Als herinnering staat in het centrum van Thetford een bronzen standbeeld van de acteur Arthur Lowe in zijn rol als Captain Mainwaring.

## Geboren
- Thomas Paine (1737-1809), Engels-Amerikaans filosoof, vrijdenker en revolutionair.

## Partnersteden
Thetford is een partnerstad van:
- Spijkenisse (Nederland), sinds 1962
- Hürth (Duitsland), sinds 1966